# Phare d'Hammamet
Le phare d'Hammammet est un phare situé sur le fort (kasbah) de la ville d'Hammamet (dépendant du gouvernorat de Nabeul en Tunisie).
Les phares de Tunisie sont sous l'autorité du Service des phares et balises de la République tunisienne (SPHB).

## Description
C'est une haute lanterne blanche, mise en service en 1912 et placée dans un angle de la kasbah de Hammamet. Ce phare est à environ 100 kilomètres au sud-est de Tunis, à la base de la péninsule du cap Bon. Il émet, à une hauteur focale de 17 m, deux éclats blancs visibles jusqu'à environ 28 kilomètres et guide les bateaux vers le port d'Hammamet.
Identifiant : ARLHS : TUN029 - Amirauté : E6386 - NGA : 21976.5.
|                  |
| Fort d'Hammamet. |

|                     |
| Vue de la lanterne. |

### Lien connexe
- Liste des principaux phares de Tunisie
- Liste des phares et balises de Tunisie